# Сен-Марсьяль-ле-Вьё
Сен-Марсья́ль-ле-Вьё (фр. Saint-Martial-le-Vieux) — коммуна во Франции, находится в регионе Лимузен. Департамент коммуны — Крёз. Входит в состав кантона Ла-Куртин. Округ коммуны — Обюссон.
Код INSEE коммуны — 23215.

## Население
Население коммуны на 2010 год составляло 129 человек.
| 1962 | 1968 | 1975 | 1982 | 1990 | 1999 | 2010 |
| ---- | ---- | ---- | ---- | ---- | ---- | ---- |
| 170  | 137  | 116  | 95   | 103  | 109  | 129  |

## Экономика
В 2010 году среди 83 человек трудоспособного возраста (15—64 лет) 61 были экономически активными, 22 — неактивными (показатель активности — 73,5 %, в 1999 году было 69,2 %). Из 61 активных жителей работали 49 человек (29 мужчин и 20 женщин), безработных было 12 (9 мужчин и 3 женщины). Среди 22 неактивных 3 человека были учениками или студентами, 7 — пенсионерами, 12 были неактивными по другим причинам.